# Die Rache des roten Ritters
Die Rache des roten Ritters (Originaltitel: Il cavaliere dai cento volti) ist ein italienischer Abenteuerfilm von Pino Mercanti aus dem Jahr 1960, mit Lex Barker in der Hauptrolle.

## Handlung
Der edle Ritter Riccardo d’Arce kehrt aus dem spanischen Krieg in seine Heimat zurück, wo er einst vom Lande Herzog Ambrogio Di Pallanzas verbannt wurde, weil seine Mutter den Herzog verschmähte. Er stiftet der Kapelle des Heiligen Georg ein goldenes Amulett, das er dem Grafen Fosco Di Vallebruna in einem Turnier abgerungen hatte, woraufhin der Graf das Schmuckstück entwenden lässt und Riccardo d’Arce es ihm wieder abnimmt. Kurz darauf beginnt der edle Ritter eine Romanze mit der herzöglichen Tochter Bianca, welche auch vom Grafen begehrt wird. Mit Ciro, dem Sohn des Herzogs, pflegt er eine innige Freundschaft, weshalb er ihn darum bittet das Amulett zurück zur Kapelle zu bringen. Ciro wird überfallen, des Amuletts beraubt und ermordet. Der als Täter bezichtigte Riccardo d’Arce muss in der Folge untertauchen.
Später wird ein Turnier veranstaltet, dessen Sieger die Tochter des Herzogs zur Gemahlin, sowie den gesamten herzöglichen Besitz bekommen soll. Da der Herzog inzwischen von der Unschuld Riccardo d’Arces überzeugt ist, wird auch sein sich für seinen Herrn ausgebender Knappe als Streiter zugelassen. Zu Biancas großer Bestürzung unterliegt der Knappe schwerverletzt, woraufhin sie die Veranstaltung verlässt. Als endlich auch der edle Riccardo d’Arce das Turnier erreicht, kommt es in einem letzten Zweikampf zur Auseinandersetzung zwischen dem Edlen und dem Grafen Di Vallebruna. Der Graf legt sich dazu das goldene Amulett an, wird besiegt und überführt sich selbst des Mordes an Ciro, was ihm den Strick einbringt. Die über den vermeintlichen Tod ihres Liebsten zu tiefst verzweifelte Bianca, will sich derweil in einen Abgrund stürzen, kann aber im letzten Moment von Riccardo d’Arce gerettet werden.

## Erstausstrahlung
Die Rache des roten Ritters startete am 11. August 1960 in den italienischen Kinos. In die Kinos der Bundesrepublik Deutschland kam der Film am 29. März 1963. In der DDR erschien der Film erstmals am 8. Oktober 1983 im 2. Programm des DDR-Fernsehens unter dem Titel Der Kavalier mit den hundert Gesichtern.

## Synchronisation
Die deutsche Bearbeitung der 1963 entstandenen West-Synchronisation erfolgte durch Wolfgang Schick und ist um 20 min gekürzt. Die DDR-TV-Synchronisation wurde 1983 nach einem Dialogbuch von Wolfgang Krüger unter Regie von Barbara Gambke vom DEFA-Studio produziert und war nur um 7 min gekürzt (an anderen Stellen). Der Film wurde auch als Der Kavalier mit den hundert Gesichtern gezeigt.
| Darsteller          | Rolle                       | deutscher Sprecher (BRD) | deutscher Sprecher (DDR)    |
| ------------------- | --------------------------- | ------------------------ | --------------------------- |
| Lex Barker          | Graf Riccardo d’Arce        | Wolfgang Eichberger      | Heinz Behrens               |
| Liana Orfei         | Zuela                       | Ingeborg Wellmann        | Gabriele Langner            |
| Livio Lorenzon      | Graf Fosco Di Vallebruna    | Gerhard Geisler          | Horst Manz                  |
| Anny Alberti        | Bianca di Pallanza          | N.N.                     | Gabriele Streichhahn-Schott |
| Herbert A. E. Böhme | Herzog Ambrogio Di Pallanza | Herbert A.E. Böhme       | Wolfram Handel              |
| Alvaro Piccardi     | Ciro Di Pallanza            | Werner Uschkurat         | Peter Fabers                |
| Roberto Altamura    | Rino                        | Claus Wilcke             | Kaspar Eichel               |
| Gérard Landry       | Hauptmann der Wache         | Hans Dieter Zeidler      | Werner Kanitz               |
| Dina de Santis      | Cinzia                      | Rose-Marie Kirstein      | N.N.                        |
| Giovanni Vari       | Quinto                      | Kurt E. Ludwig           | N.N.                        |
| Gianni Solaro       | Richter                     | Helmo Kindermann         | N.N.                        |

## Kritik
Das Lexikon des internationalen Films befand Die Rache des roten Ritters für „naiv“.